# Kościół Przemienienia Pańskiego w Klonowej
Kościół Przemienienia Pańskiego w Klonowej – rzymskokatolicki kościół parafialny znajdujący się w Klonowej, zbudowany w latach 1909–1910.

## Historia
Budowę kościoła, w latach 1909–1910, podjęto dzięki staraniom ks. Apoloniusza Kukowskiego, a koszty pokryły składki wiernych. Autorem projektu kościoła był  architekt Zdzisław Mączeński.  Budową kościoła kierował miejscowy majster murarski Stanisław Pronaszko. Koszt budowy wyniósł 40 500 rubli. Do kwoty tej należy doliczyć 3000 rubli na zakup drewna, koszty kamienia granitowego na cokół, koszt fundamentów i przywozu materiałów. 
Od 6 października 1942 do 19 stycznia 1945 okupant niemiecki zamknął świątynię dla kultu religijnego. W latach 1975, 1999, 2007 i 2013 odbyły się w kościele misje święte.

## Architektura i wnętrze
Architekt zaprojektował kościół wykonany w całości z niewyprawionej cegły. Gzymsy, przykrycia szkarp i szczyt wykonano z betonu. Dachy nad nawami i wieżę pokryto dachówką. W miejscach wymagających użycia blachy zastosowano blachę miedzianą. Cokół kościoła wykonano z granitu. 
W kruchcie umieszczona jest tablica ku czci proboszczów klonowskich, począwszy od 1828. Naprzeciw świątyni, po drugiej stronie ulicy wisi tablica upamiętniająca księdza Józefa Dalaka, proboszcza w Klonowej w latach 1925-1933 (wikariusza od 1913), który był lokalnym działaczem i społecznikiem. 

## Organy
Organy wybudował Władysław Kamiński z Warszawy w 1932 roku. Ich dyspozycja w 1981 roku była inna niż obecna. Około 2000 roku instrument został wyczyszczony i zakonserwowany przez Edwarda Burzałę z Grabowa nad Prosną. 
Dyspozycja instrumentu:
| Manuał I                 | Manuał II         | Pedał           |
| ------------------------ | ----------------- | --------------- |
| 1. Bourdon 16’           | 1. Koncertflet 8’ | 1. Subbas 16’   |
| 2. Gamba 8’              | 2. Gedeckt 8’     | 2. Oktawbas 8’  |
| 3. Klarnet /labialny/ 8’ | 3. Salicet 8’     | 3. Chorałbas 4’ |
| 4. Pryncypał 8’          | 4. Hohlflet 4’    |                 |
| 5. Oktawa 4’             | 5. Pryncypał 2’   |                 |
| 6. Kwinta 2 2/3’         | 6. Kwinta 1 1/3’  |                 |
| 7. Mixtura 2 2/3’        |                   |                 |